# Cultura da Região Nordeste do Brasil

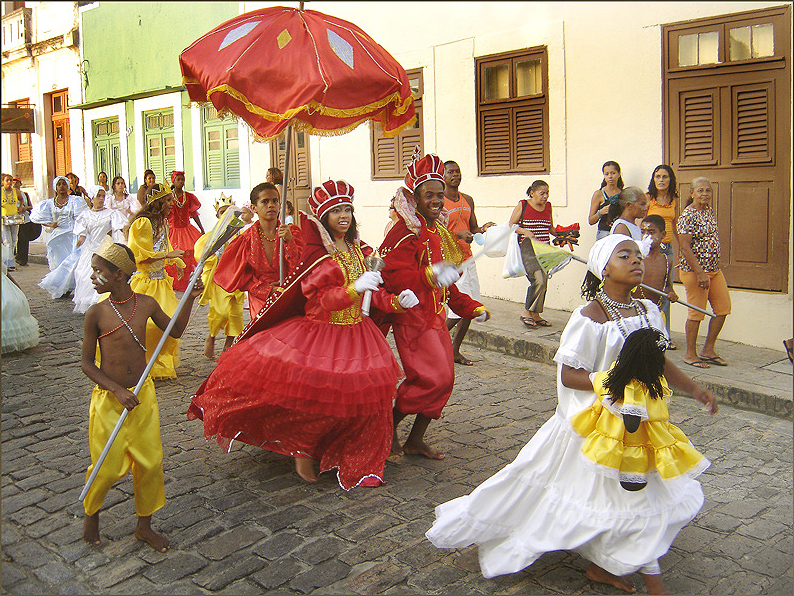
O maracatu, secular manifestação folclórica pernambucana praticada em todas as regiões do Brasil, reflete a miscigenação étnico-cultural entre africanos, indígenas e portugueses. Na foto, Maracatu Nação em Olinda.

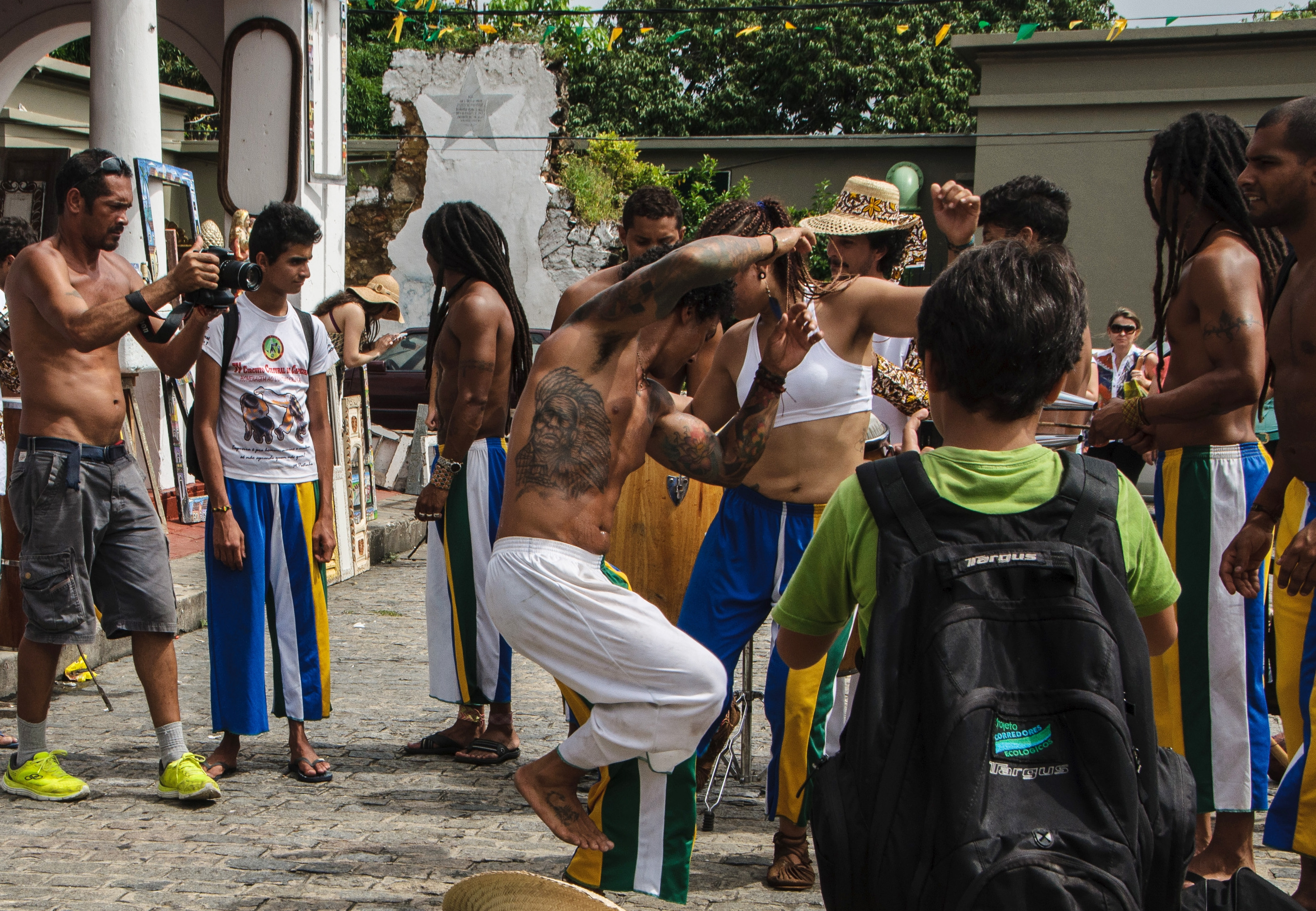
A capoeira, uma arte de origem afro-brasileira, bastante presente no nordeste, evoluída a partir do engolo, arte marcial introduzida no Brasil por escravos de Angola.

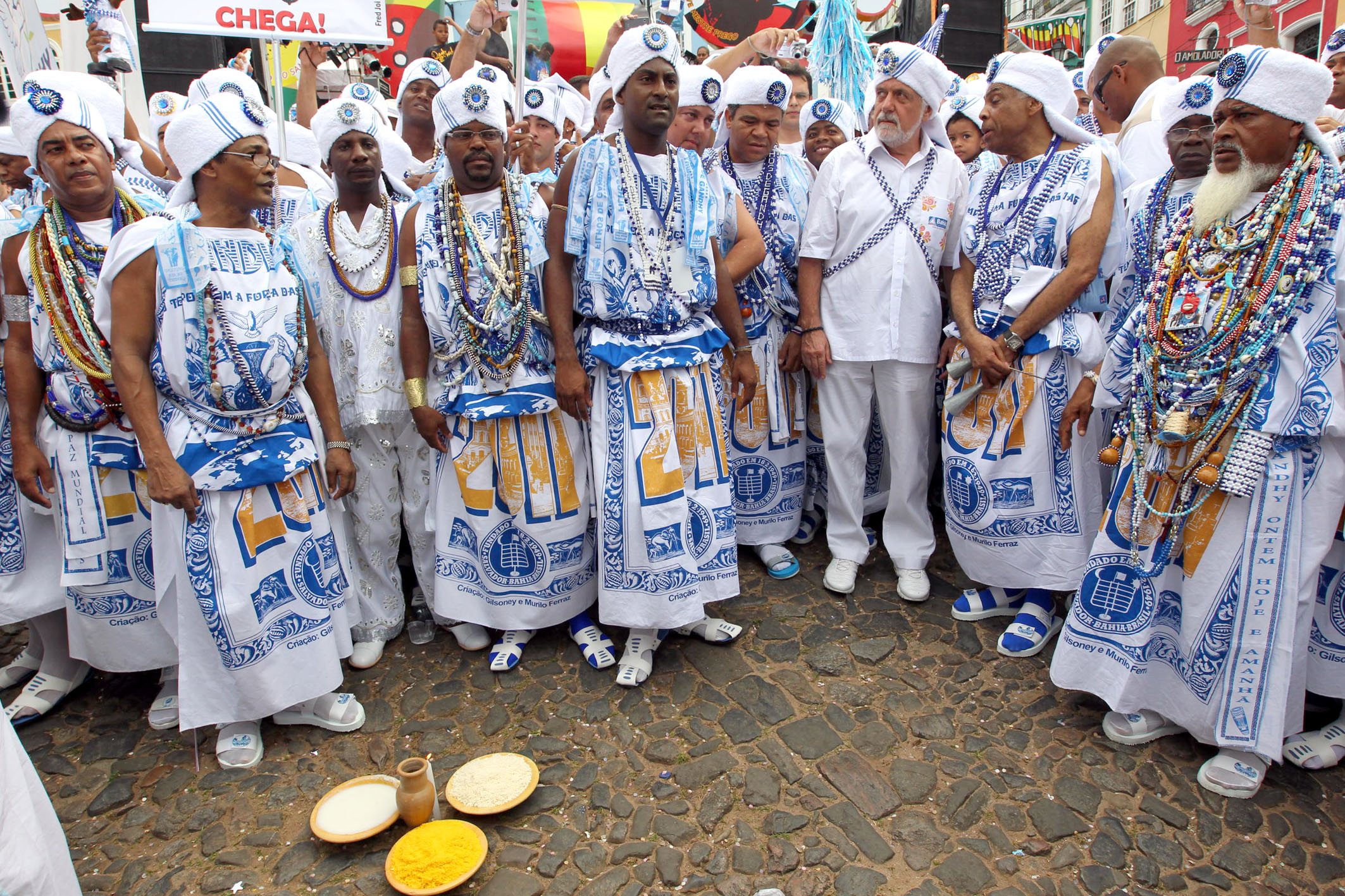
Afoxé Filhos de Gandhy, criado no ano de 1949 em Salvador na Bahia, numa referência ao indiano Mahatma Gandhi.

A cultura da região Nordeste do Brasil é bastante diversificada, uma vez que foi influenciada por indígenas, africanos e europeus. Os costumes e tradições muitas vezes variam de estado para estado.
Tendo sido a primeira região efetivamente colonizada por portugueses, ainda no século XVI, que aí encontraram as populações nativas e foram acompanhados por africanos trazidos como escravos, a cultura nordestina é bastante particular e típica, apesar de extremamente variada. Sua base é luso-brasileira, com grandes influências africanas, em especial na costa de Pernambuco à Bahia e no Maranhão, e ameríndias, em especial no sertão semiárido.
A riqueza cultural da região nordeste é visível para além de suas manifestações folclóricas e populares. A literatura nordestina tem dado grande contribuição para o cenário literário brasileiro, destacando-se nomes como João Cabral de Melo Neto, José de Alencar, Jorge Amado, Nelson Rodrigues, Rachel de Queiroz, Gregório de Matos, Clarice Lispector, Graciliano Ramos, Ferreira Gullar e Manuel Bandeira, dentre muitos outros.
Na literatura pode-se citar a literatura popular de cordel que remonta ao período colonial (a literatura de cordel veio com os portugueses e tem origem na Idade Média europeia) e numerosas manifestações artísticas de cunho popular que se manifestam oralmente, tais como os cantadores de repentes e de embolada.
Na música erudita, destacaram-se como compositores Alberto Nepomuceno e Paurillo Barroso, assim como o cearense Liduíno Pitombeira na atualidade, e Eleazar de Carvalho como maestro. Ritmos e melodias nordestinas também inspiraram compositores como Heitor Villa-Lobos (cuja Bachiana brasileira nº 5, por exemplo, em sua segunda parte - Dança do Martelo - alude ao sertão do Cariri).
Na música popular, destacam-se ritmos tais como coco, xaxado, martelo agalopado, samba de roda, baião, xote, forró, Axé e frevo, dentre outros ritmos. O Movimento Armorial do Recife, inspirado por Ariano Suassuna, fez um trabalho erudito de valorização desta herança rítmica popular nordestina (um de seus expoentes mais conhecidos é o cantor Antônio Nóbrega).
Na dança, destacam-se o maracatu, o frevo (também característico de Pernambuco) o bumba meu boi, o xaxado, diversas variantes do forró, o tambor de crioula (característico do Maranhão), etc. As músicas folclóricas quase sempre são acompanhadas de danças.
O artesanato é também uma parte relevante da produção cultural do Nordeste, sendo inclusive a fonte de renda de milhares de pessoas por toda a região. Devido à variedade regional de tradições de artesanato, é difícil caracterizá-los todos, mas destacam-se as redes tecidas e, às vezes, bordadas com muitos detalhes; os produtos feitos em argila, madeira (por exemplo, da carnaúba, árvore típica do sertão) e couro, com traços bastante particulares; além das rendas, que ganharam destaque no artesanato cearense. Outro destaque são as garrafas com imagens feitas manualmente em areia colorida, um artigo produzido para venda para turistas. No Maranhão, destacam-se artesanatos feitos da fibra do buriti (palmeira), assim como artesanatos e produtos do babaçu (palmeira nativa do Maranhão).
A culinária nordestina é variada, refletindo, quase sempre, as condições econômicas e produtivas das diversas paisagens geoeconômicas dessa região. Frutos do mar e peixes são bastante utilizados na culinária do litoral, enquanto, no sertão, predominam receitas que utilizam a carne e derivados do gado bovino, caprino e ovino. Ainda assim, há várias diferenças regionais, tanto na variedade de pratos quanto em sua forma de preparo.

## Festas populares

### Carnaval

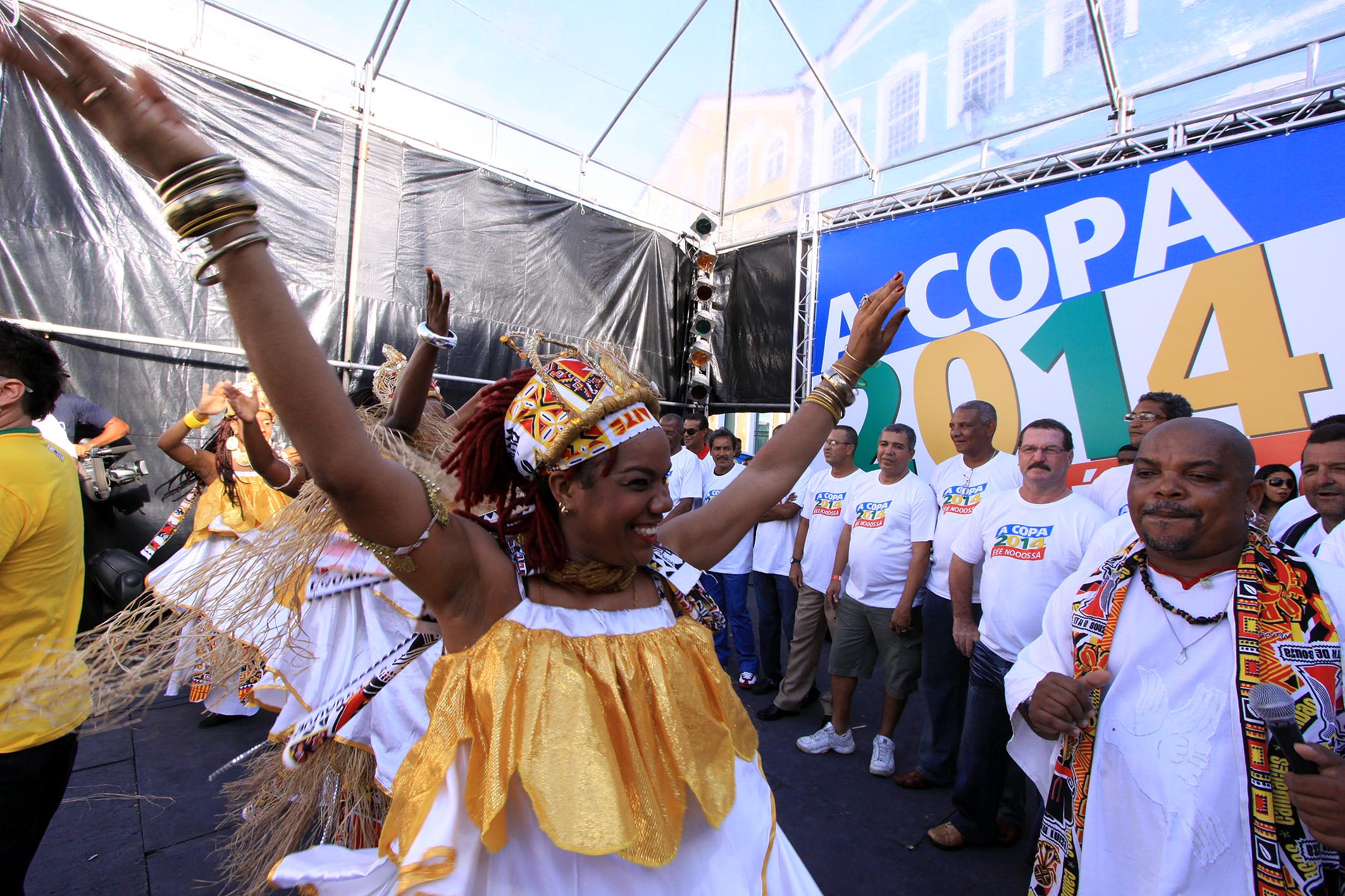
Bloco-Afro Ilê Aiyê em Salvador.

No Carnaval os destaques são as festas de Salvador e Recife-Olinda. A primeira é a maior festa popular do planeta segundo o Guinness Book contando com cerca de 2,7 milhões foliões em seis dias de festa (equivalente ao número de moradores da cidade), e internacionalmente conhecido pelos desfiles de artistas famosos nos trios elétricos; e a segunda é considerada o carnaval mais culturalmente diverso do país — conhecido pelo ritmo do frevo e do maracatu e pelos seus característicos Bonecos de Olinda —, e também o mais democrático, já que os foliões não precisam pagar para brincar, além de possuir o maior bloco carnavalesco do mundo de acordo com o Guinness Book, o Galo da Madrugada. As micaretas (carnavais fora de época) de maior destaque são: o "Carnatal" em Natal; o "Fortal" em Fortaleza; o "Pré-Caju" em Aracaju; a "Micareta de Feira" em Feira de Santana; "Micarina" em Teresina; e a "Micarande" em Campina Grande.

### Cavalo Piancó

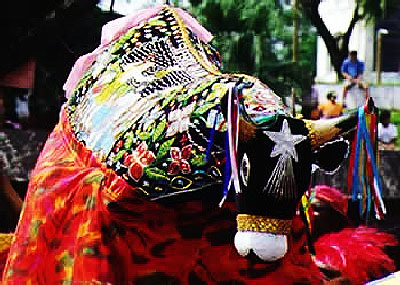
O Bumba meu boi, dança oriunda da Região Nordeste cujo primeiro registro ocorreu em Pernambuco, é hoje a principal manifestação folclórica do Maranhão.

É original do município de Amarante (PI). Os negros da beira do rio Canindé, para afugentar o sono nas noites de luar, costumam dançar imitando o trote de um cavalo manco. Cavalheiros e damas, aos pares, formam um círculo e vão trotando alegremente, ora bem compassado, batendo firme no chão, com o pé esquerdo, ora apressado, sempre trocando os pares.

### Bumba-meu-boi
O Estado do Maranhão é quem se destaca nessa manifestação folclórica. Existem mais de 200 grupos de bumba-meu-boi no Maranhão distribuídos nos sotaques (tipos) de orquestra, matraca, pandeirão, zabumba e costa de mão. O Estado do Maranhão exportou essa brincadeira para o Estado do Amazonas que com o processo ocorre em todo o Brasil, sendo o Nordeste apontado como seu nascedouro. Com variações significativas de nome, adereços, músicas, ritmo, dança... mas o enredo é sempre o mesmo: "Catirina grávida deseja comer a língua do boi do Capitão". Só de aculturação transformou-se no boi bumbá. Dessa forma, segundo pesquisas a origem do boi bumbá é do bumba-meu-boi do Maranhão.
Outras danças típicas do Maranhão são o tambor de crioula, o cacuriá e o bambaê de caixa.

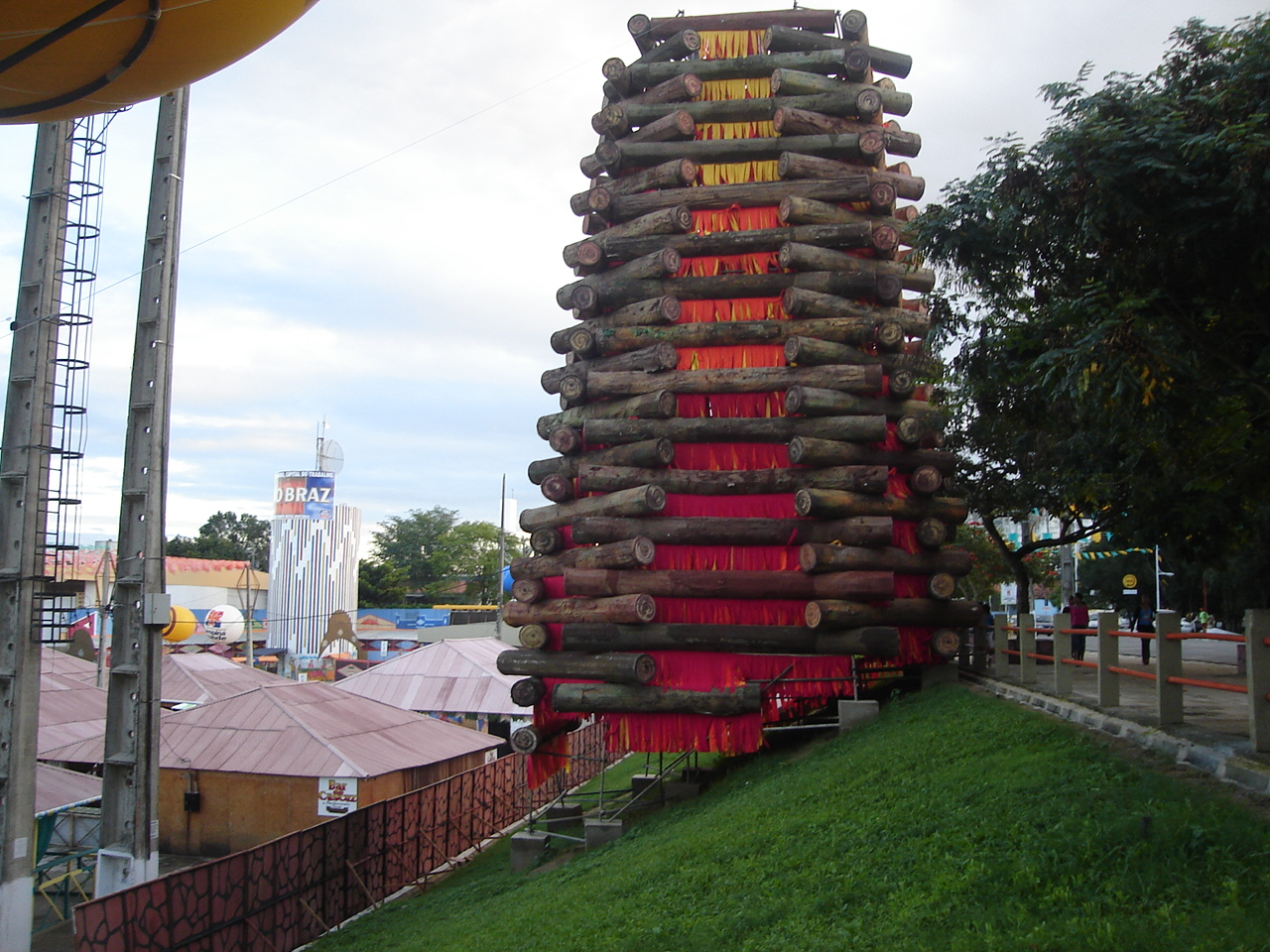
Fogueira de São João cenográfica em Campina Grande, Paraíba.

### Festas juninas
O São João é sem dúvida o festejo mais comum na região.
Caruaru que é a " Capital do Forró"  e Campina Grande possuem as maiores festividades: em ambas as cidades os festejos duram o mês de junho inteiro sendo a de Campina reconhecida como a maior do mundo. Outras cidades, como Aracaju, Juazeiro do Norte, Mossoró, Teresina, São Luís e Patos possuem comemorações mais modestas (durando cerca de quinze dias).
Os fogos são uma das principais atrações. Os mais conhecidos são a Estrelinha, o Marcianito e os fogos de Artifício. Além dos vários fogos temos a dança, como a Quadrilha e o Forró.

## Literatura

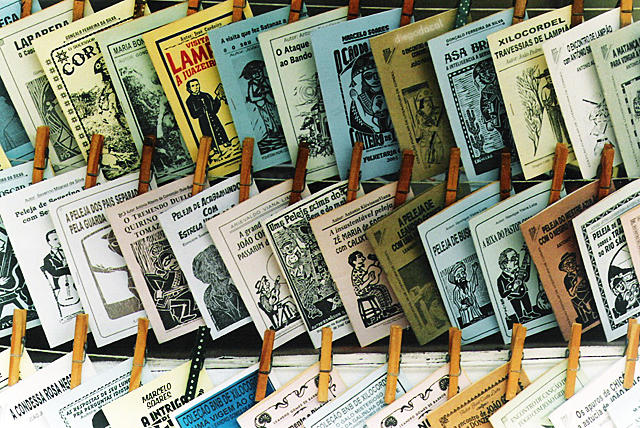
Impressos de literatura de cordel.

O pernambucano Gilberto Freyre representa um marco na história do Brasil devido ao seu livro Casa-Grande & Senzala que demonstra a importância dos escravos para a formação do país e que brancos e negros são absolutamente iguais.
Na Bahia nasceu um dos primeiros escritores de destaque no país. Trata-se de Gregório de Matos, integrante da escola barroca. No Romantismo destacaram-se na primeira geração Gonçalves Dias (MA), na segunda José de Alencar (CE) e na terceira Castro Alves (BA) e Sousândrade (MA). Na chamada Geração de 30, um resgate do romantismo, surgiram Rachel de Queiroz (CE), Graciliano Ramos (AL), José Lins do Rêgo (PB) e Jorge Amado (BA).
O maranhense Aluísio Azevedo foi um dos principais autores do Realismo/Naturalismo. Augusto dos Anjos (PB) e Graça Aranha (MA) foram precursores do Modernismo, escola que posteriormente revelou João Cabral de Melo Neto e Manuel Bandeira (PE), além de Jorge de Lima (AL).
O paraibano Ariano Suassuna criou na década de 1970 o Movimento Armorial, uma iniciativa de reunir elementos da cultura nordestina em prol da formação de uma arte erudita genuinamente brasileira. Dessa iniciativa surgiram obras como Auto da Compadecida e O Santo e a Porca, ambos de Suassuna.
No Ceará, Patativa do Assaré surpreendeu por seus versos complexos que seguiam formas metrificadas semelhantes aos versos de Camões. A literatura de cordel é bastante difundida na região, sendo o paraibano Leandro Gomes de Barros um dos maiores autores do gênero.

## Música
Vários gêneros surgiram no Nordeste ao longo dos anos.
O pernambucano Luiz Gonzaga foi o precursor do baião, ritmo que ao lado de outros como xote, xaxado e coco fazem parte do chamado forró. Vários artistas deram continuidade ao legado de Luiz Gonzaga, como é o caso de Dominguinhos, Sivuca, Jackson do Pandeiro e Waldonys.

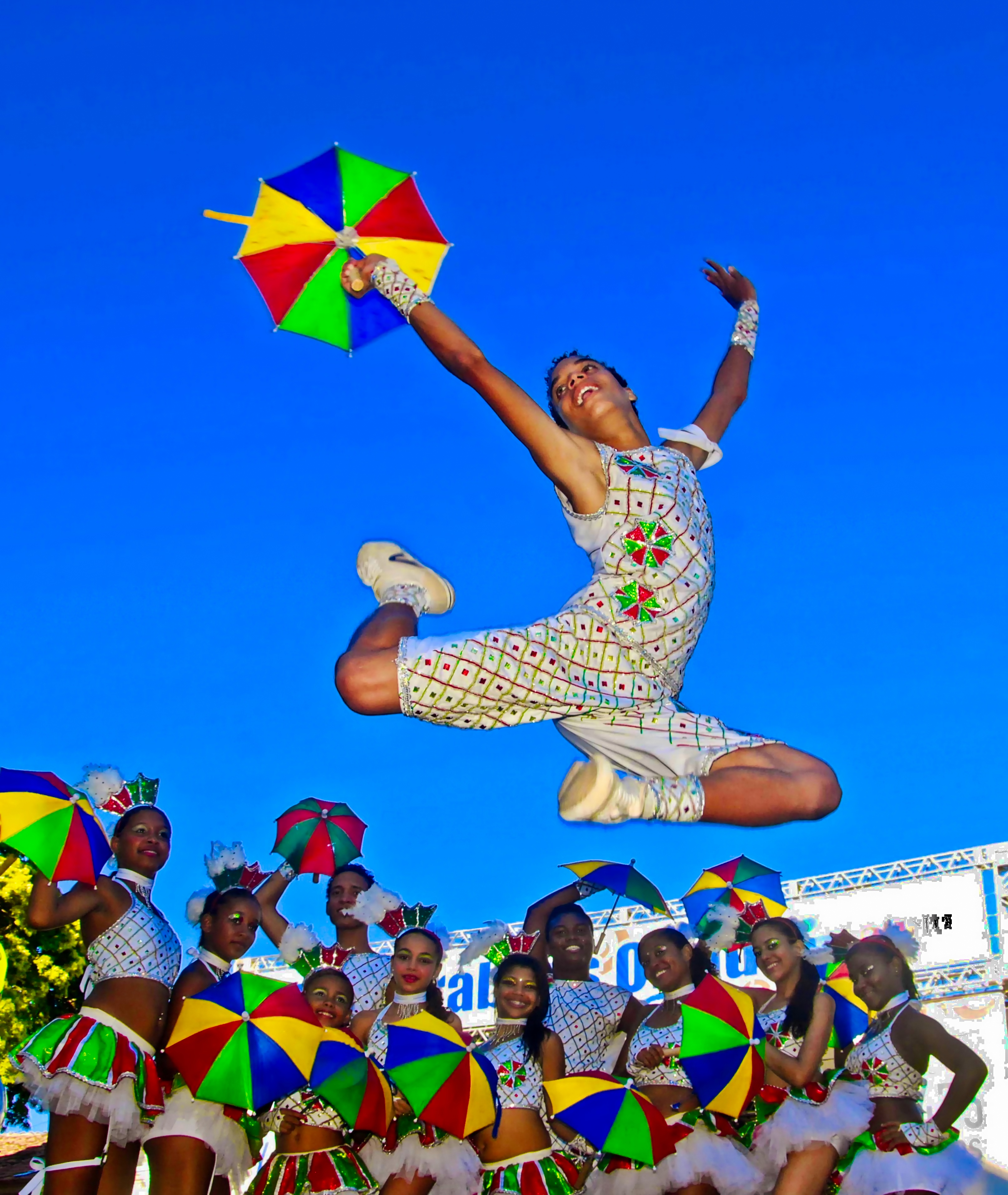
Frevo, manifestação típica de Pernambuco.
Enquanto música, é um dos gêneros mais influentes do país: revelou músicos como Alceu Valença, Geraldo Azevedo, Antônio Nóbrega, entre muitos outros, e, além de símbolo do Carnaval Recife/Olinda, foi o ritmo utilizado no Carnaval de Salvador antes do surgimento da axé music. Em 2012, o frevo foi declarado Patrimônio Imaterial da Humanidade pela UNESCO.

O frevo, mais comum nos estados de Pernambuco e Paraíba, se caracteriza pelo ritmo acelerado e pelos passos que lembram a capoeira. Esse gênero já revelou grandes músicos como Alceu Valença, Elba Ramalho e Geraldo Azevedo. Estes três, ao lado de Zé Ramalho, misturaram frevo, forró, rock, blues e outros ritmos. O quarteto costuma se apresentar com o nome de O Grande Encontro.

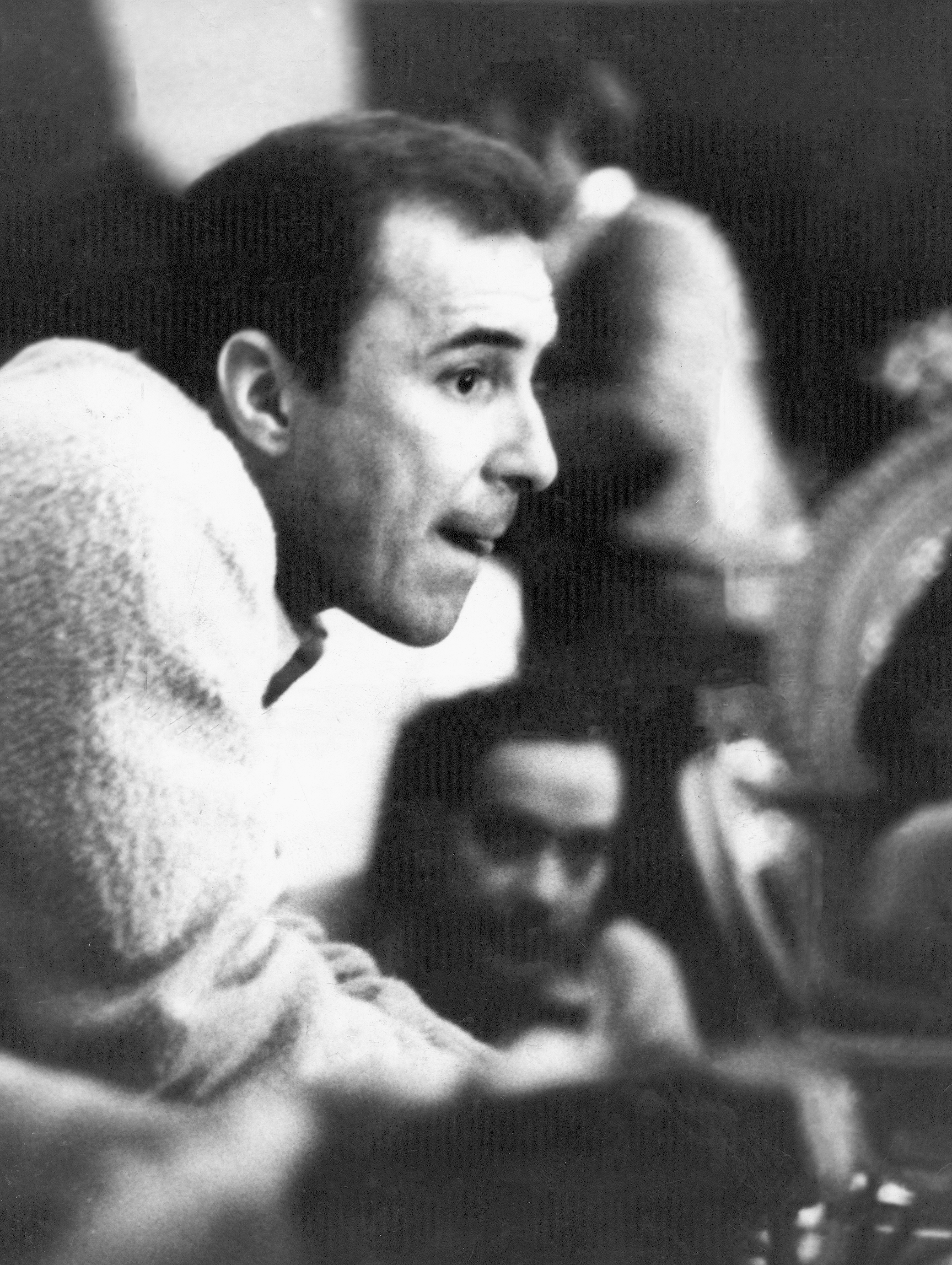
João Gilberto e Stan Getz em Nova York (1972). Vencedor de vários Grammy Awards.

 Na Bahia, nasceu João Gilberto considerado dentre os precursores da Bossa Nova nos anos 60, principal criador do ritmo com parcerias com Tom Jobim, Vinicius de Moraes e Luiz Bonfá, o ritmo brasileiro mais conhecido no mundo.
Também na década de 1960 surgiu na Bahia o tropicalismo, inspirado no movimento antropofágico e que viria a se tornar um marco no Brasil.
Faziam parte desse grupo os artistas Caetano Veloso, Gilberto Gil, Tom Zé e Torquato Neto, dentre outros.

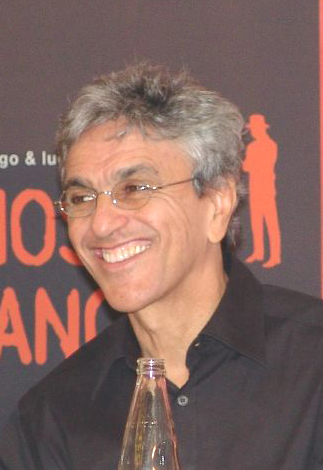
Caetano Veloso, um dos principais representantes da Tropicália, movimento cultural baiano surgido na década de 1960.

A Bahia voltaria a ser berço de outro gênero musical na década de 80, com a criação da axé music, tendo como precursores Luiz Caldas, Chiclete com Banana, Daniela Mercury, Timbalada e Olodum.
O gênero revolucionou o carnaval baiano, já que o frevo, um ritmo pernambucano, era utilizado na festa de Salvador até então. Atualmente a Indústria da música baiana é a que gera mais estrelas no Brasil e já conta com uma "constelação" com notoriedade nacional e internacional como Margareth Menezes (a primeira a engatilhar carreira internacional, com a bênção do líder da banda americana de rock Talking Heads, David Byrne). No início da década de 1990, o Olodum foi convidado pelo cantor e compositor americano Paul Simon para gravar participação no disco The Rhythm of The Saints. Posteriormente, tocou com Michael Jackson no videoclipe da canção "They Don't Care About Us" nas ruas do Pelourinho e teve outras parcerias com artistas internacionais e nacionais, que aumentaram a visibilidade do grupo. e a cantora Ivete Sangalo que é considerada a cantora mais popular do Brasil na atualidade e líder de vendas na indústria fonográfica nacional, tem a capacidade de arrastar uma legião de fãs por onde passa, inclusive em terras internacionais.
Exemplo disso foi o Rock in Rio Lisboa em 2004, onde a cantora bateu recorde de público.
Ivete é dona da Caco de Telha, uma empresa de entretenimento que possui título de maior empresa do ramo no Norte–Nordeste e entre as cinco maiores no cenário nacional.
A Caco de Telha já trouxe grandes eventos para o Brasil como a turnê I am... da cantora pop Beyoncé, a turnê The End do grupo musical Black Eyed Peas,o show The Grand Moscow Classical Ballet e as apresentações do Cirque du Soleil no Brasil. Jà proporcionou ao estado da Bahia, além desses eventos com artistas internacionais, grandes shows com artistas nacionais como a turnê Roberto Carlos 50 anos de música.
Através da caco de Telha, Ivete Sangalo foi a estrela de uma mega-produção no Madison Square Garden, o templo da música internacional moderna.
A Bahia também está ligada ao rock brasileiro com Raul Seixas, nascido na Bahia, é considerado o principal nome do rock no Brasil. Integrou o movimento da Jovem Guarda como compositor. A banda Camisa de Vênus, obteve sucesso, sendo uma banda tida como mais "suja" do que as outras, pelo seu nome nos anos 80 (na época era muito utilizado como sinônimo de preservativo) e pelos palavrões nas letras, liderada por Marcelo Nova. Atualmente a baiana Pitty faz muito sucesso no rock. 
O integrante dos Novos Baianos, Pepeu Gomes já foi considerado pela revista americana Guitar World de 1988 como um dos dez melhores guitarristas do mundo na categoria "world music". Destaque o pernambucano Robertinho de Recife Considerado um dos melhores guitarristas do Brasil, sua trajetória no universo da música popular consagra-o como profissional de múltiplos talentos e iniciativas de  Heavy Metal a Forró.

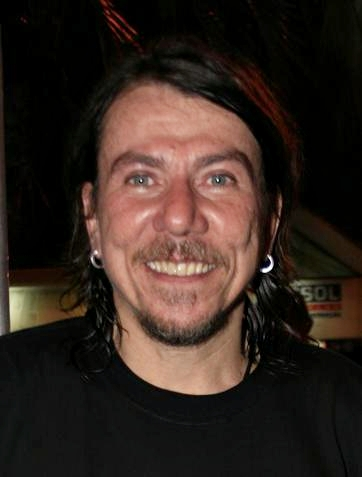
O Manguebeat, gênero musical pernambucano que despontou na cena underground dos anos 90, revelou e influenciou diversos grupos musicais e artistas do estado, como Chico Science, Nação Zumbi, Mundo Livre S/A, Cordel do Fogo Encantado, Fred Zero Quatro, Otto, Lenine (foto), entre muitos outros.

Nos anos 80 surgiu em Pernambuco a primeira grande referência da música Punk/Hardcore no Nordeste, tendo como principal nome a banda Câmbio Negro HC, pioneira no estilo e a primeira a produzir discos do gênero na região, além de ser uma grande referência da música undergroud do país.
Já nos anos 90, surgia também em terras pernambucanas o Manguebeat, ritmo que reúne rock, hip hop, maracatu e música eletrônica.
O gênero musical recifense despontou na cena underground, revelando e influenciando diversos grupos musicais e artistas de Pernambuco, como Chico Science, Nação Zumbi, Mundo Livre S/A, Fred Zero Quatro, Otto, Lenine, entre muitos outros.
O repente é bastante difundido no interior, tendo como destaque o cearense Cego Aderaldo.
A Banda Cabaçal dos Irmãos Aniceto, banda de pífaros do Ceará, possui fama internacional.
No Ceará, destacam-se ainda, Fagner, Belchior e Ednardo, ícones da MPB.
Foi também no Nordeste que nasceu o brega que tem como principais representantes o pernambucano Reginaldo Rossi e o baiano Waldick Soriano.
O Maranhão possui grande diversidade de ritmos, como: Tambor de Crioula, Tambor de Mina, Tambor de Taboca, Tambor de Caroço, os quatro sotaques do bumba-meu-boi, além de ser um dos principais redutos brasileiros do reggae.
Tribo de Jah, uma das principais bandas do gênero, surgiu no Estado.
Outros maranhenses de destaque são: João do Vale; Cláudio Fontana; Rita Benneditto; Catulo da Paixão Cearense; Flávia Bittencourt; Zeca Baleiro; e Alcione.

## Culinária

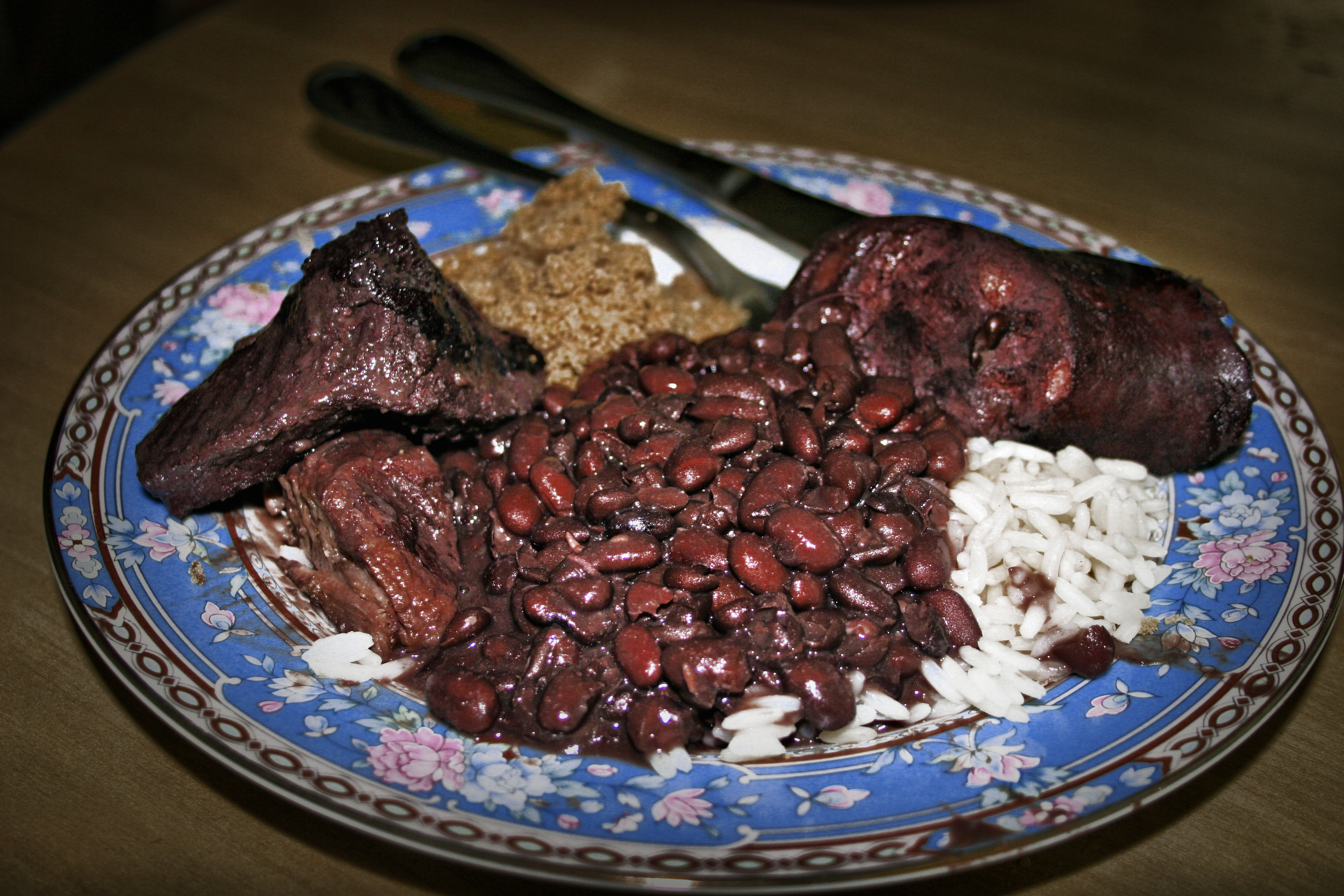
São do Recife os primeiros registros da feijoada à brasileira, considerada o prato nacional do Brasil.

A culinária nordestina é variada, refletindo, quase sempre, as condições econômicas e produtivas das diversas paisagens geoeconômicas dessa região. Frutos do mar e peixes são bastante utilizados na culinária do litoral, enquanto, no sertão, predominam receitas que utilizam a carne e derivados do gado bovino, caprino e ovino. Ainda assim, há várias diferenças regionais, tanto na variedade de pratos quanto em sua forma de preparo (por exemplo, no Ceará, predomina o mungunzá salgado, enquanto em Pernambuco, predomina o doce). A culinária de Pernambuco destaca-se pela chamada "doçaria pernambucana", ou seja, os doces desenvolvidos durante os períodos colonial e imperial nos seus engenhos de açúcar como o bolo de rolo, o nego bom e a cartola; e também pelas bebidas e iguarias salgadas descobertas ou provavelmente originadas no estado a exemplo da cachaça, do beiju e da feijoada à brasileira. Na Bahia os principais destaques são as comidas feitas com azeite de dendê e com camarão, muitas delas de origem africana como o acarajé e o vatapá, ou ainda as moquecas e os bobós; porém não são menos apreciadas comidas acompanhadas de pirão como mocotó e rabada e doces como a cocada. No Maranhão, destacam-se o cuxá, o arroz de cuxá, o bobó, o peixe pedra e a torta de camarão, bem ao estilo maranhense. Também no Maranhão se destaca o refrigerante Jesus ou Guaraná Jesus que é patrimônio maranhense. Algumas comidas típicas da região são: o baião de dois, a carne de sol, o queijo de coalho, a panelada e a buchada de bode, a canjica, o feijão e arroz de coco, o feijão verde e o sururu, assim como vários doces feitos de mamão, abóbora, laranja, entre outros. Algumas frutas regionais — não necessariamente nativas da região — são a ciriguela, o cajá, o buriti, a cajarana, o umbu, a macaúba, as frutas maranhenses juçara (açaí), bacuri, cupuaçu, buriti, murici e a pitomba, além de outras também comuns em outras regiões.

## Religião

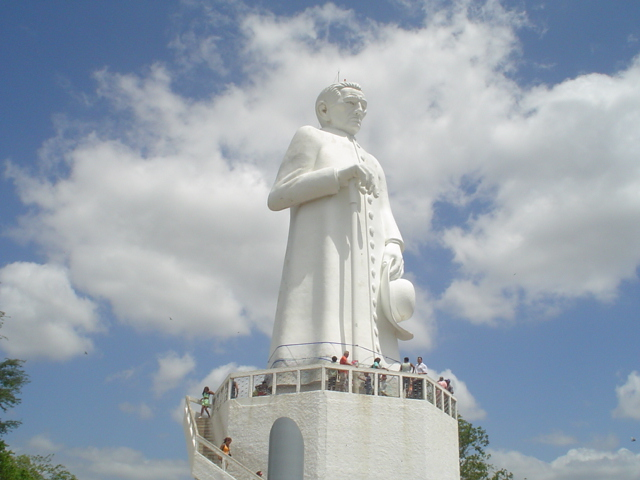
Romeiros ao pé da estátua de Padre Cícero em Juazeiro do Norte, Ceará.

A religião predominante é a católica. Algumas pessoas são veneradas como santas, apesar do não reconhecimento da Igreja Católica, como é o caso de Padre Cícero, Frei Damião, Padre Ibiapina e Maria de Araújo.
Até o ano de 2019, a Irmã Dulce não era reconhecida como santa pela Igreja Católica. Entretanto, em 13 de outubro de 2019, ela foi canonizada pelo papa Francisco, tornando-se a primeira mulher comprovadamente nascida no Brasil a ser canonizada e a 37ª santa brasileira, além de 31ª santa nordestina, após os trinta Santos Mártires de Cunhaú e Uruaçu do Rio Grande do Norte.
São comuns peregrinações de romeiros a determinadas cidades do nordeste, destacando-se Juazeiro do Norte e Canindé (CE), Bom Jesus da Lapa (BA) e Santa Cruz dos Milagres (PI).
Todos os anos no mês de janeiro, ocorre em Salvador a lavagem do Bonfim, uma tradicional celebração religiosa que tem como ponto alto a lavagem das escadarias da Igreja do Nosso Senhor do Bonfim pelos fiéis.
O candomblé possui diversos adeptos na Bahia, que costumam reverenciar Iemanjá oferecendo presentes à entidade. Tais oferendas são jogadas ao mar ou depositadas em pequenos barcos soltos em alto-mar.
No Maranhão, o Tambor de Mina é herança da religião africana nesse Estado. Ao invés dos orixás - entidades - como acontece na Bahia, têm-se os voduns, gentis e caboclos ou cabôcos (linguagem popular) que são entidades que baixam nos pais e filhos de santo.
Também no Maranhão tem a Festa de São José de Ribamar, Santo padroeiro do Estado, assim como inúmeras outras festas de santos que acontecem na Capital e no interior maranhense, e a Festa do Divino Espírito Santo, que tem sincretismo com religiões africanas.